# Kihei Sasajima
Kihei Sasajima (笹島 喜平, Sasajima Kihei), est un graveur japonais du XXe siècle né en 1906 dans la préfecture de Tochigi et mort en 1993.

## Biographie
Après avoir travaillé comme instituteur jusqu'en 1945, il se tourne vers la gravure sur bois, dont il apprend les rudiments techniques avec Un'ichi Hiratsuka puis par la suite avec Shikō Munakata.
Dès lors, il commence à participer aux activités de l'Académie nationale de Peinture (Kokuga-kai), de l'Association japonaise de Gravure, du Ministère de l'Éducation (Bunten). En 1952, il collabore à la fondation de l’Académie japonaise de Gravure, qu'il quitte en 1960 et devient membre de l'Académie nationale de Peinture.
En 1957, il figure à l'exposition de gravures japonaises contemporaines de Yougoslavie ; depuis cette date, il participe aux Biennales internationales de l'Estampe de Tokyo et à la Biennale de São Paulo en 1967.